# Manny Albam
Manny Albam (Emmanuel Albam) fue un arreglista y saxofonista de jazz estadounidense, nacido el 24 de junio de 1922 en la costa de Samaná (República Dominicana) y fallecido el 2 de octubre de 2001 en Nueva York.

## Biografía
Manny Albam nació en el mar, a la altura de la República Dominicana, mientras su familia emigraba desde Lituania, entonces en la URSS. Cuando tiene 6 semanas Manny Albam llega a Estados Unidos. Estudia clarinete en la « Stuyvesant High School » de Nueva York antes de pasar al saxo (alto después barítono).
Hace su debut profesional a los dieciséis años en la formación del cornetista Don Joseph. Toca luego en la orquesta dixieland de Muggsy Spanier. Se le encuentra luego en las big bands de Georgie Auld (1942-43), Charlie Spivak, Boyd Raeburn (1943-1945, con una interrupción durante la cual toca en una orquesta de la US Army), Herbie Fields, Bobby Sherwood, Sam Donahue, Charlie Barnet y Charlie Ventura. Ejerce en estas formaciones como saxofonista, pero son sobre todo sus destacadas cualidades de arreglista las que le hacen célebre.
A partir de 1950, se convierte en compositor y arreglista « freelance ». Escribe para Count Basie, Stan Kenton, Woody Herman, Terry Gibbs, Buddy Rich, Gerry Mulligan, Clark Terry, Dizzy Gillespie, Stan Getz, Chuck Mangione... También escribe arreglos para destacadas cantantes como Sarah Vaughan, Carmen McRae y Dakota Staton.
Graba también bajo su nombre discos de jazz con orquestas de los estudios (donde se encuentran músicos de Duke Ellington o Count Basie, de los representantes del jazz West Coast y sidemans neoyorquinos) para los sellos RCA Victor, Coral y Solid State. Estos álbumes incluyen algunas de sus más ambiciosas composiciones, como ''The Blues Is Everybody's Business'' y la suite ''Soul of the City.''
Trabaja también para grabaciones de « variedades », para la radio y la televisión (para telefilms y también sobre todo para clips publicitarios). En los años 60, es codirector artístico, con Sonny Lester, del sello « Solid State ». Tiene también una carrera de enseñante (« Eastman School of Music », « Glassboro State College », « Manhattan School of Music »).
En los años 80 y 90 hace arreglos para Meredith D’Ambrosio, Judy Niemack, Eileen Farrell, Nancy Marano, Hank Jones (con cuarteto de cuerda), y un álbum con Joe Lovano con música de Frank Sinatra. Con Bud Shank y Phil Woods graba su “Concierto de Jazz para Saxo Alto y Orquesta,” y con Phil Woods graba “Nostalgico” con la American Jazz Philharmonic.
Muere de cáncer en 2001.
Para definir su estilo, el crítico de jazz André Clergeat ha escrito : « La tradición profunda del jazz está siempre presente en las orquestaciones de Manny Albam. La influencia mayor que reconoce es la de Duke Ellington. Su escritura es simple, funcional, puesta humildemente al servicio del solista, capaz sin embargo de galvanizar a los músicos de pupitre y hacerlos expresarse con swing y generosidad ».

## Discografía
- 1951 : Stan Kenton: Innovations in Modern Music (Capitol)
- 1955 : Jazz Workshop (Victor) con Nick Travis, Joe Newman, Thad Jones, Urbie Green, Bob Brookmeyer, Hal McKusick, Al Cohn, Sol Schlinger, Milt Hinton
- 1956 : The Drum Suite (RCA Victor)
- 1957 : The Jazz Greats of Our Time, Vol. 1 (MCA)
- 1957 : With All My Love (Mercury)
- 1957 : Jazz Heritage : Jazz Greats of Our Time, Vol. 2 (Coral)
- 1957 : The Blues Is Everybody's Business (Coral) con Bernie Glow, Phil Woods, Gene Quill, Eddie Costa, Nat Pierce, Billy Bauer
- 1957 : West Side Story (Coral)
- 1958 : Sophisticated Lady - The Songs of Duke Ellington (Coral)
- 1958 : Down Beat Jazz Concert (Fresh Sound Records)
- 1958 : Jazz New York (Dot) con Donald Byrd, Frank Rehak, Jerome Richardson, Bill Evans, Dick Katz, Addison Farmer, Osie Johnson, Ed Shaughnessy
- 1958 : Steve's Songs (Dot)
- 1959 : Something New, Something Blue (Columbia)
- 1959 : Drum Feast (United Artists)
- 1960 : Double Exposures (Top Rank)
- 1961 : Manny Albam and his Orchestra (RCA)
- 1961 : I Had the Craziest Dream (RCA)
- 1962 : Jazz Goes to the Movies (Impulse!)
- 1966 : Brass on Fire (Solid State)
- 1966 : Introducing the Passion Guitars (Solid State) con Bucky Pizzarelli, Gene Bertoncini, Barry Galbraith, Don Arnone, Howie Collins
- 1966 : The Soul of the City (Solid State)
- 1985 : Bud Shank Plays, The Royal Philharmonic Orchestra (Mole Jazz)
- 1993 : American Jazz Philharmonic (GRP Records)
- 1997 : Hank Jones And The Meridian String Quartet (Delta)
- 1997 : Celebrating Sinatra (Blue Note Records)
- 1999 : If You Could See Us Now (Koch Jazz)
- 2001 : The Volcanic plus Latin Fire (Fresh Sound Records)
- 2004 : Jazz Greats of Our Time: Manny Albam's Complete Recordings (Lonehill Jazz Spain)
- 2008 : Al Cohn and His Charlie's Tavern Ensemble (Fresh Sounds Spain)